# Plan affine (structure d'incidence)
Dans une approche axiomatique de la géométrie, il est possible de définir le plan comme une structure d'incidence, c'est-à-dire la donnée d'objets primitifs, les points et les droites (qui sont certains ensembles de ces points) et d'une relation, dite d'incidence, entre point et droite (qui est la relation d'appartenance du point à la droite). Un plan affine est alors une telle structure vérifiant les axiomes d'incidence :
- deux points A et B distincts sont incidents à une unique droite (notée (AB)) ;
- il existe au moins trois points non incidents à une même droite (autrement dit : trois points non alignés) ;
- pour toute droite d et tout point A non incident à d, il existe une unique droite d' incidente à A telle qu'aucun point ne soit incident aux deux droites d et d' (autrement dit : une droite d' passant par A et disjointe de d).

Il est également possible de définir un plan affine comme espace affine de dimension 2 sur un corps. Tout plan affine sur un corps, comme le plan affine réel usuel, est un plan affine en tant que structure d'incidence, au sens où ses points et ses droites, et la relation d'appartenance d'un point à une droite, satisfont les axiomes d'incidence. Mais ces deux définitions ne coïncident pas : un axiome supplémentaire, l'axiome de Desargues, est nécessaire pour cela (voir plan affine arguésien). Les plans affines, satisfaisant donc les axiomes d'incidence, mais ne satisfaisant pas l'axiome de Desargues, sont dits non arguésiens.

## Parallélisme
Dans cette approche, deux droites sont dites parallèles si elles sont égales ou disjointes. L'unicité d'une droite incidente à deux points distincts implique que deux droites non parallèles n'ont qu'un point commun. On a donc la dichotomie suivante :
- ou bien deux droites sont parallèles ;
- ou bien elles s'intersectent en un unique point.

Le troisième axiome se reformule par l'existence et l'unicité d'une parallèle à une droite donnée passant par un point donné (y compris lorsque le point appartient à la droite, d'après la dichotomie ci-dessus).
Le parallélisme est une relation d'équivalence : la réflexivité et la symétrie sont évidentes et la transitivité se démontre comme suit. Soient trois droites d, d' et d'' telles que d soit parallèle à d' et que d' soit parallèle à d''. Si d et d'' sont disjointes, elles sont parallèles. Si au contraire elles ont un point commun A, alors ce sont deux parallèles à d' passant par A si bien que (par unicité d'une telle parallèle) elles sont égales donc, là aussi, parallèles.
Nous appellerons directions les classes d'équivalence de cette relation. La direction d'une droite est donc l'ensemble de toutes les droites qui lui sont parallèles.

## Ordre d'un plan affine
Dans un plan affine, toutes les droites et toutes les directions ont même nombre d'éléments et ce nombre q (fini ou infini) est au moins 2. On l'appelle l'ordre du plan.
Un plan affine possède au moins quatre points trois à trois non alignés.
Plus précisément, dans un plan affine d'ordre q, chaque point appartient à q + 1 droites, donc le nombre de directions est q + 1 et le nombre de droites est q(q + 1) et il y a q2 points. (Si q est infini, tous ces nombres sont égaux.)

## Dilatations
Ne doit pas être confondu avec Dilatation (géométrie).
Une dilatation d'un plan affine est une application, de l'ensemble des points dans lui-même, qui envoie toute droite dans une droite parallèle, c'est-à-dire telle que :

pour tous points distincts A et B, d'images A' et B', le point B' appartient à la parallèle à (AB) passant par A'.

Théorème — 

1. Une dilatation est entièrement déterminée par les images de deux points distincts, c'est-à-dire qu'étant donnés quatre points A, B, A' et B' avec A ≠ B, il existe au plus une[5] dilatation qui envoie A sur A' et B sur B'.
2. Une dilatation est soit dégénérée (c'est-à-dire constante), soit bijective.

Pour une dilatation non dégénérée, l'image de toute droite est une droite parallèle, et l'application induite, de l'ensemble des droites dans lui-même, est bijective.

### Homothéties et translations
D'après le théorème d'unicité ci-dessus, une dilatation différente de l'identité a au plus un point fixe. Si elle en a un, on dit que c'est une homothétie de centre ce point ; si elle n'en a pas, on l'appelle translation. L'identité est considérée à la fois comme une homothétie (de centre arbitraire) et comme une translation. Dans la suite, on ne considérera que les dilatations non dégénérées, qu'on appellera homothéties-translations.
La nature de la transformation h peut être précisée dans le cas où les quatre points A, B, h(A) et h(B) ne sont pas tous sur une même droite. Cette hypothèse implique que h(A) ≠ A et h(B) ≠ B, et que les droites (Ah(A)) et (Bh(B)) sont distinctes. Elles sont donc :
- ou bien sécantes en un point O, et dans ce cas, h est une homothétie de centre O ;
- ou bien strictement parallèles, et dans ce cas, h est une translation[6].

| - Cas M ∉ (AB). - Cas N ∈ (AB). |

| - Cas M ∉ (OA). - Cas B ∈ (OA). |

Le résultat précédent peut être amélioré si l'on connait a priori la nature de l'homothétie-translation :
- une translation est entièrement déterminée par l'image B d'un point A[7] :si M ∉ (AB) alors h(M) est le point d'intersection de la parallèle à (AB) passant par M et de la parallèle à (AM) passant par B ; l'image d'un point N ∈ (AB) se détermine par l'intermédiaire d'un point M ∉ (AB) ;
- une homothétie est entièrement déterminée par son centre O et l'image h(A) d'un point A ≠ O :si M ∉ (OA) alors h(M) est le point d'intersection de la droite (OM) et de la parallèle à (AM) passant par h(A) ; l'image d'un point B ∈ (OA) se détermine par l'intermédiaire d'un point M ∉ (OA).

On définit la direction d'une translation t ≠ id comme l'ensemble des droites parallèles à (At(A)), où A est un point arbitraire. L'identité est considérée comme une translation de direction quelconque.

### Composition
Les homothéties-translations forment un groupe G pour la composition. En effet, elles forment un sous-groupe du groupe des bijections de l'ensemble des points dans lui-même, puisque si deux telles bijections sont des dilatations, il en va de même de leurs composées et de leurs réciproques. Pour tout point O, les homothéties de centre O forment un sous-groupe de G.

Les translations forment un sous-groupe normal de G, et les translations de direction donnée aussi.

## Lien avec les plans projectifs
Tout plan projectif peut être obtenu en ajoutant à un plan affine une droite à l'infini, dont chaque point est le point à l'infini qu'on ajoute à toutes les droites affines d'une même direction. Ce plan projectif aura q2 + q + 1 points et autant de droites projectives, chaque droite contenant q + 1 points et chaque point appartenant à q + 1 droites. Réciproquement, à partir d'un plan projectif, on obtient divers plans affines (de même ordre mais non nécessairement isomorphes) en supprimant une droite projective arbitraire (et ses points).

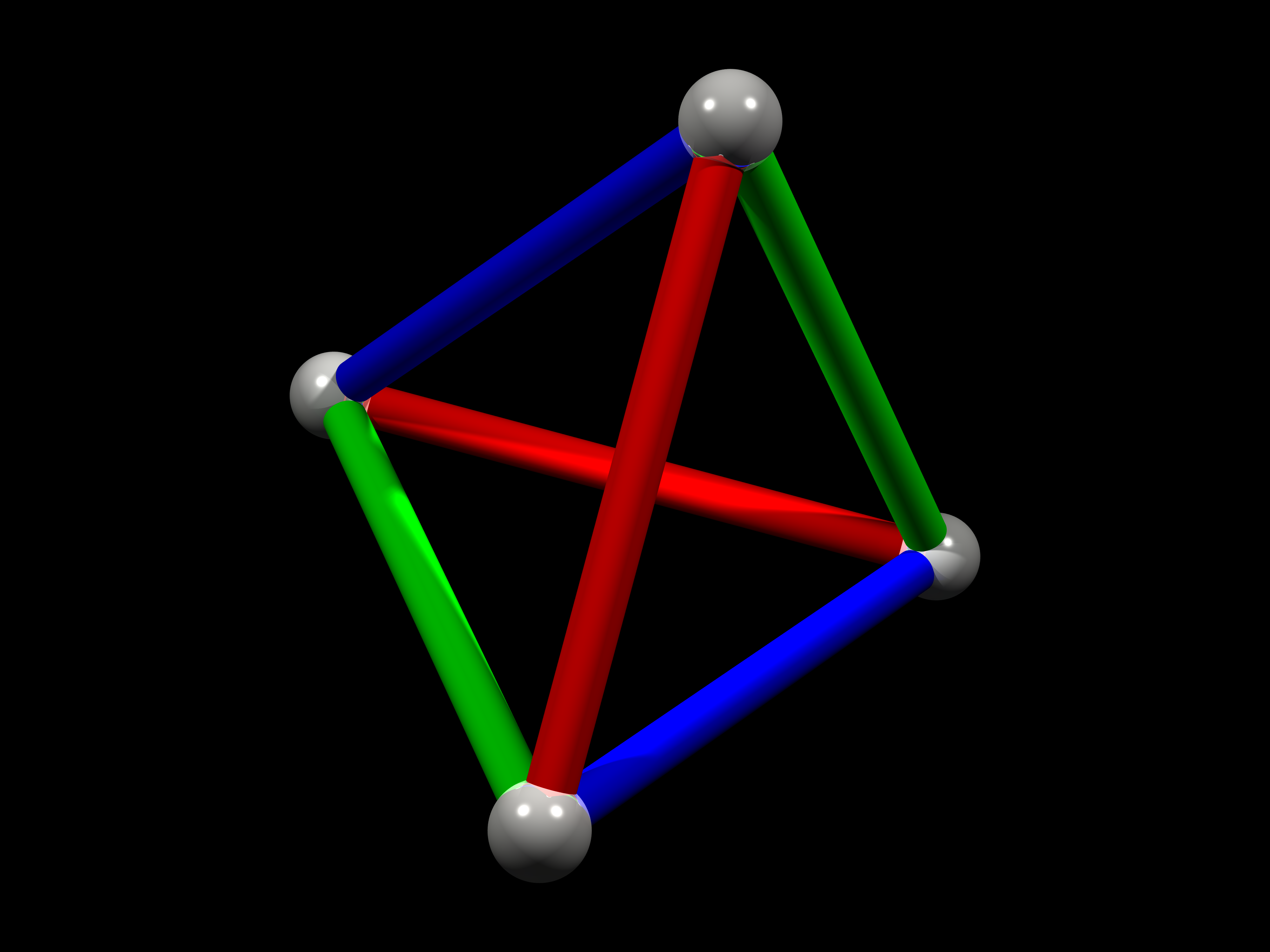
Le plus petit plan affine a 4 points et 3 paires de droites disjointes.

## Plans affines finis et questions ouvertes
Le plus petit plan affine est d'ordre 2 : c'est le plan affine sur le corps fini F2 à 2 éléments. Constitué de 4 points, c'est un parallélogramme car ses côtés sont parallèles deux à deux, mais ses deux diagonales sont aussi parallèles (il n'y a pas de milieu dans une géométrie sur le corps à 2 éléments). Il s'obtient aussi en supprimant du plan de Fano (le plan projectif sur F2) une droite (et ses trois points).
Toute puissance d'un nombre premier est l'ordre d'au moins un plan affine mais on ne sait pas si la réciproque est vraie.
Le théorème de Bruck-Ryser-Chowla donne des contraintes sur l'ordre : si q est congru à 1 ou 2 modulo 4, il doit être somme de deux carrés ; ceci exclut les nombres 6, 14, 21, 22, 30, 33, 38, 42, etc. mais pas 10 ou 12, par exemple.
L'ordre 10 a été exclu par des calculs informatisés massifs.
Le plus petit nombre dont on ne sait pas s'il est l'ordre d'un plan affine est 12.
On ne sait pas si tout plan affine d'ordre premier est arguésien.